# Késesek tornya és Csizmadiák tornya
A Késesek tornya (románul: Turnul Cuțitarilor, németül: Messerschmiedturm) és a Csizmadiák tornya (Turnul Cizmarilor, Schusterturm) a brassói városerődhöz tartozó külső őrtornyok voltak. A Cenk aljában, a várfalaktól délre helyezkedtek el.
Míg a Késesek tornya elnevezésében minden forrás egyetért, addig a Csizmadiák tornya esetében eltérések vannak: egyes monográfiák meg sem nevezik, mások Ezüstművesek tornyaként vagy Szövetkészítők tornyaként említik.

## Történetük
A tornyok valószínűleg a 15. században épültek fel, hogy felügyeljék a város környékét. A Késesek tornya a Takácsok bástyájától délre helyezkedett el és a Bolgárszeget tartotta szemmel. Hasonlóképpen a Csizmadiák tornya a Szövetkészítők bástyájától délre volt, innen Bolonyára nyílt kilátás.
A tornyokat alacsony falak kötötték össze a bástyákkal, melyek a tornyokon túl is folytatódtak a Cenk felé. Ezeket Viehmauer-nek (marhafal) nevezték, ugyanis egy védett, karámszerű területet fogtak közre az akkor még fásítatlan Cenk oldalában, ahova ostrom idején a Cenk alatti kapun kihajtották a szarvasmarhákat legelni. A falak továbbá megakadályozták az ellenség behatolását a kevésbé erődített délkeleti oldalra. A helyet valószínűleg még a kőfalak és a tornyok emelése előtt is legeltetésre használták, két oldalán paliszádokkal zárva el azt.
1660-ban a Késesek tornya megrongálódott; korabeli feljegyzések szerint egy őrszem égő gyújtóst ejtett egy puskaporos hordóba. A tető és a fal egy része leomlott, de 1667-ben Simon Dietrich városbíró saját költségén kijavíttatta.
A tornyokat a haditechnika fejlődése elavulttá tette. A Késesek tornyát 1820-ban lebontották, mivel már romos állapotban volt, teteje beszakadt. Ugyanebben az időszakban bontották le a Csizmadiák tornyát is: egy 1796-os metszet a Cenk alját a két toronnyal, egy 1824-es már azok nélkül ábrázolja. A Csizmadiák tornyából még látható az alapzat és a Szövetkészítők bástyájához vezető falszakasz részletei.

## Képek

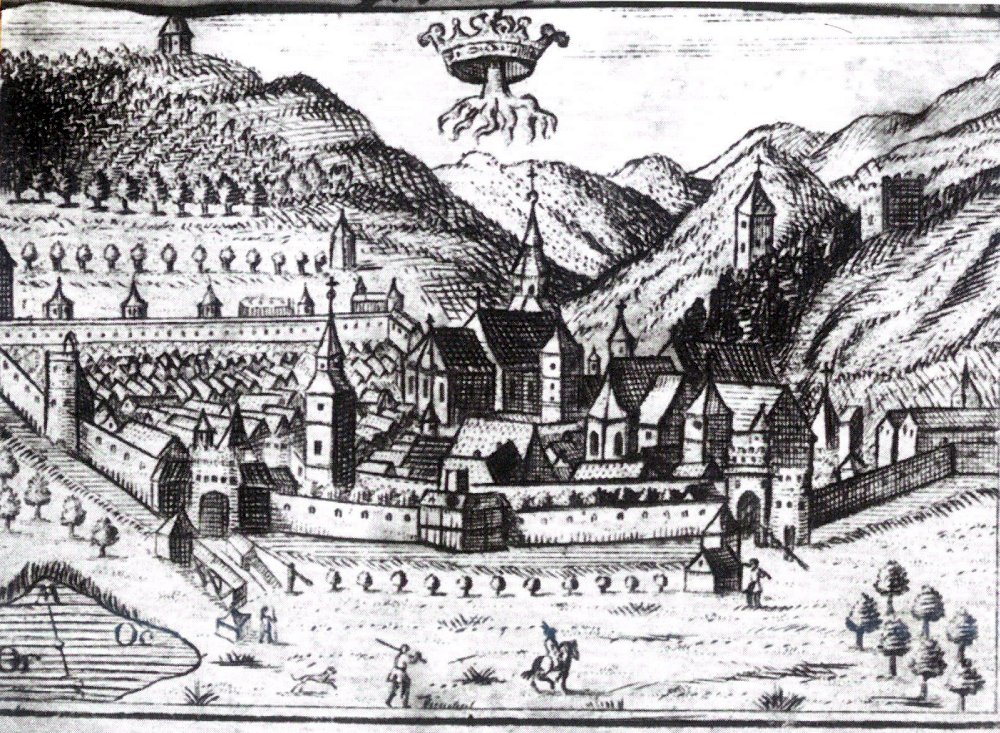
1750-es ábrázolás; a Cenk aljában a Késesek tornya
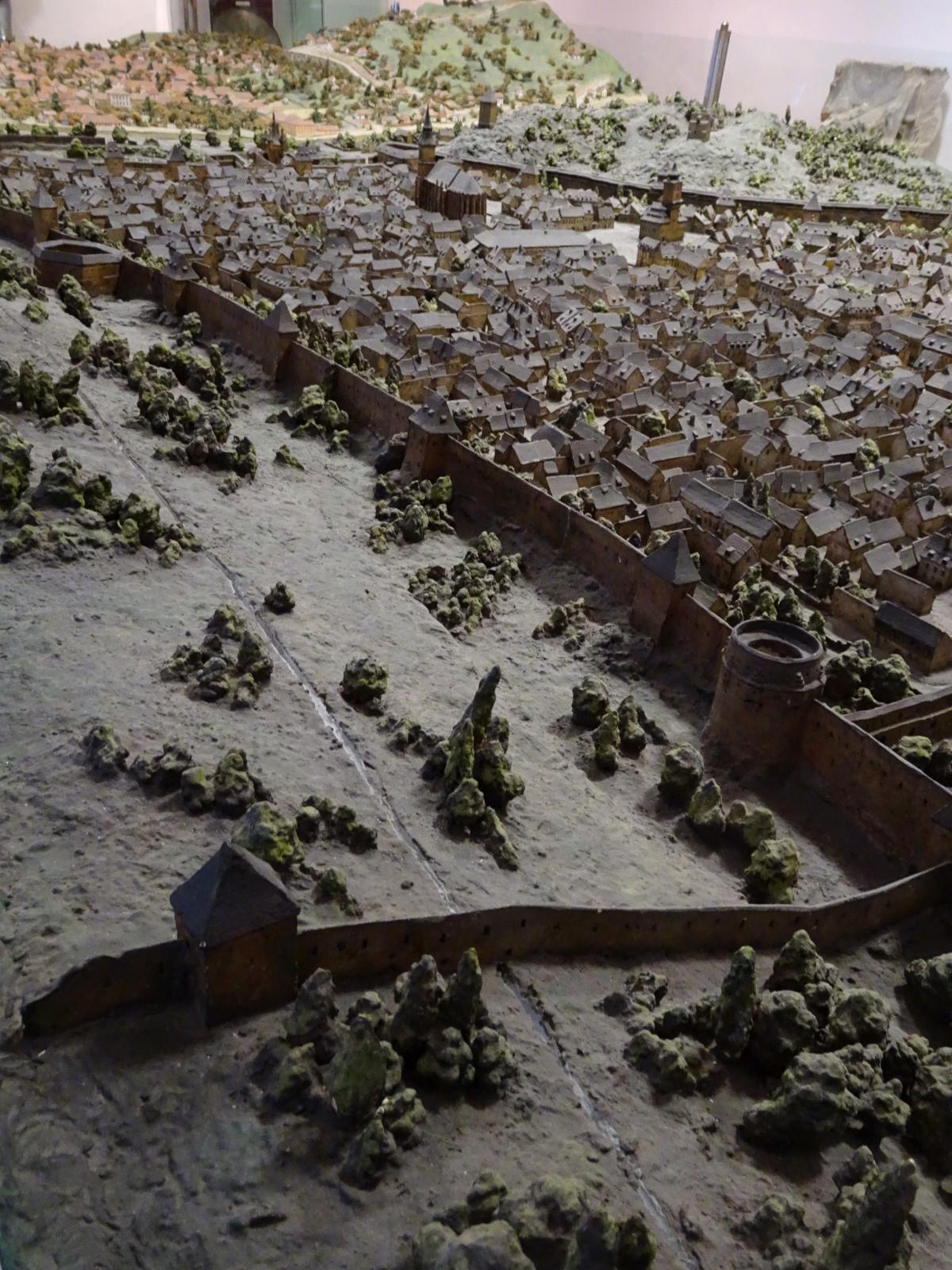
A Csizmadiák tornya (bal alsó sarok) a város 1:200-as makettjén
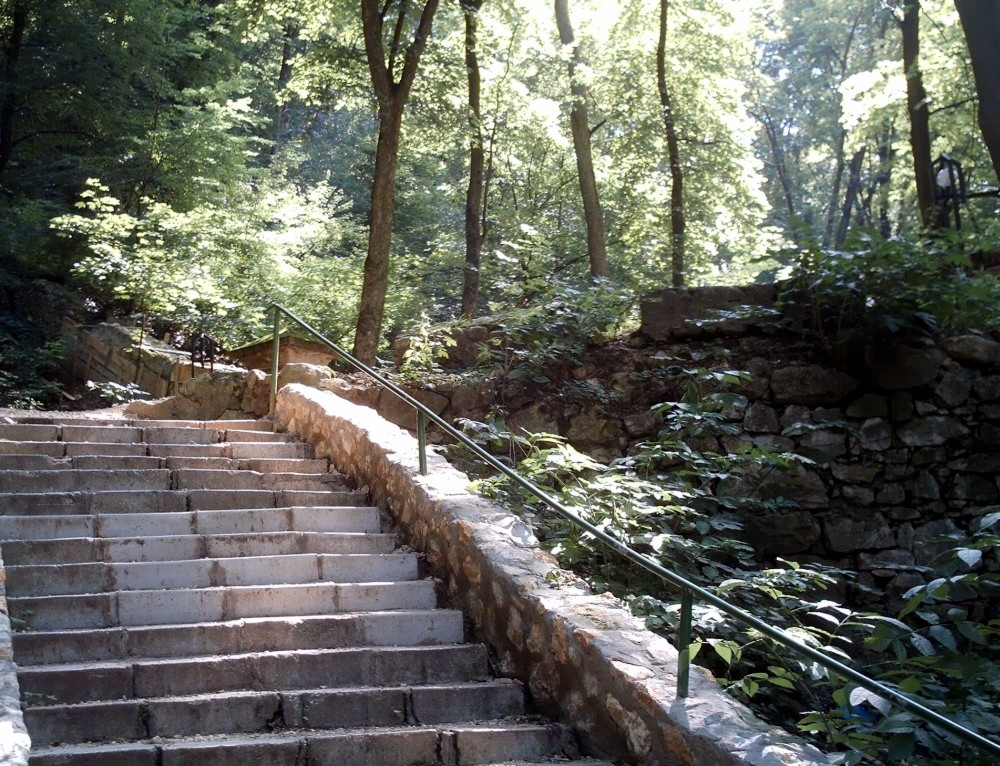
A Csizmadiák tornyának alapzata (a lépcső jobb oldalán)
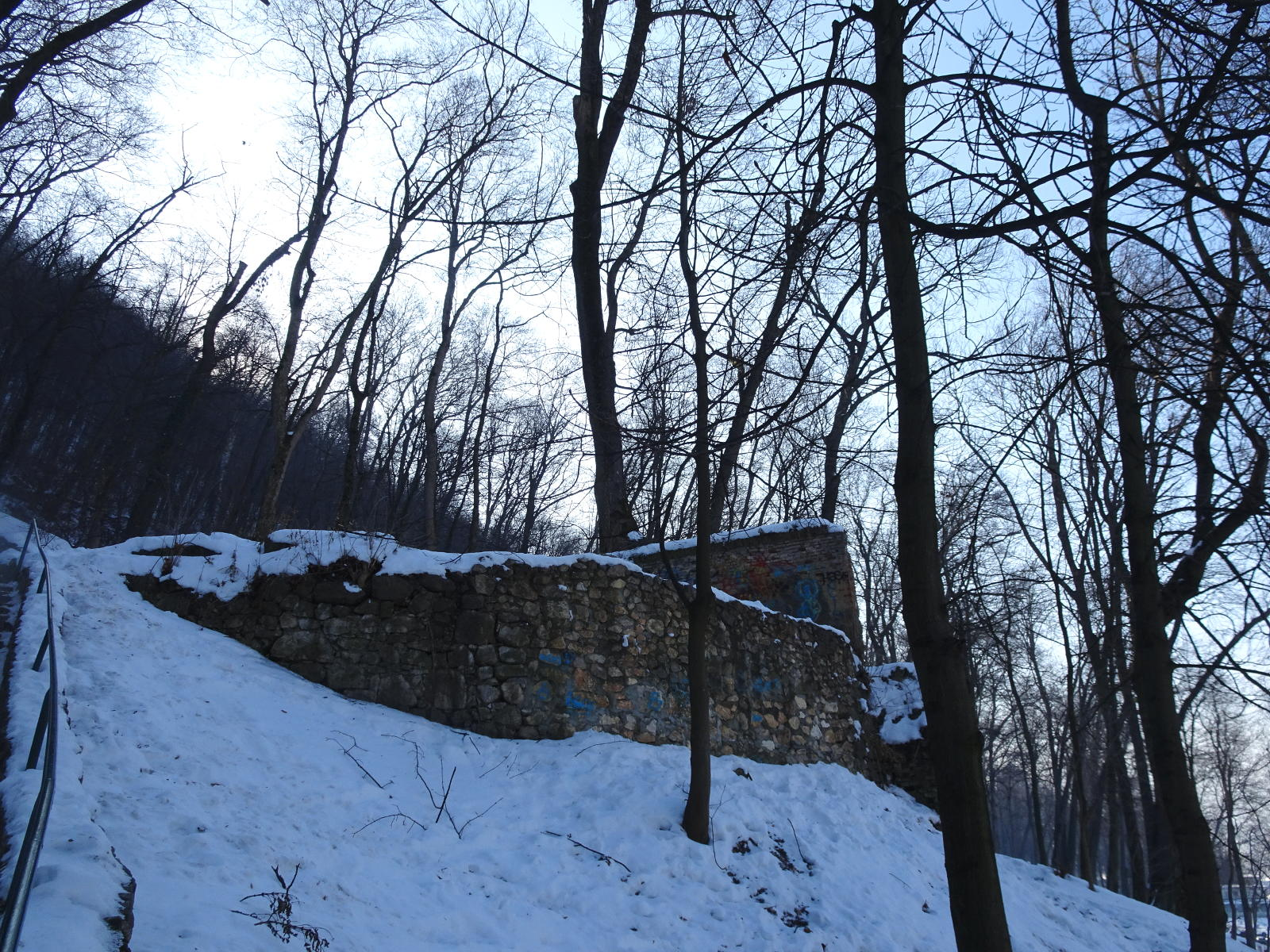
A Csizmadiák tornyának alapzata
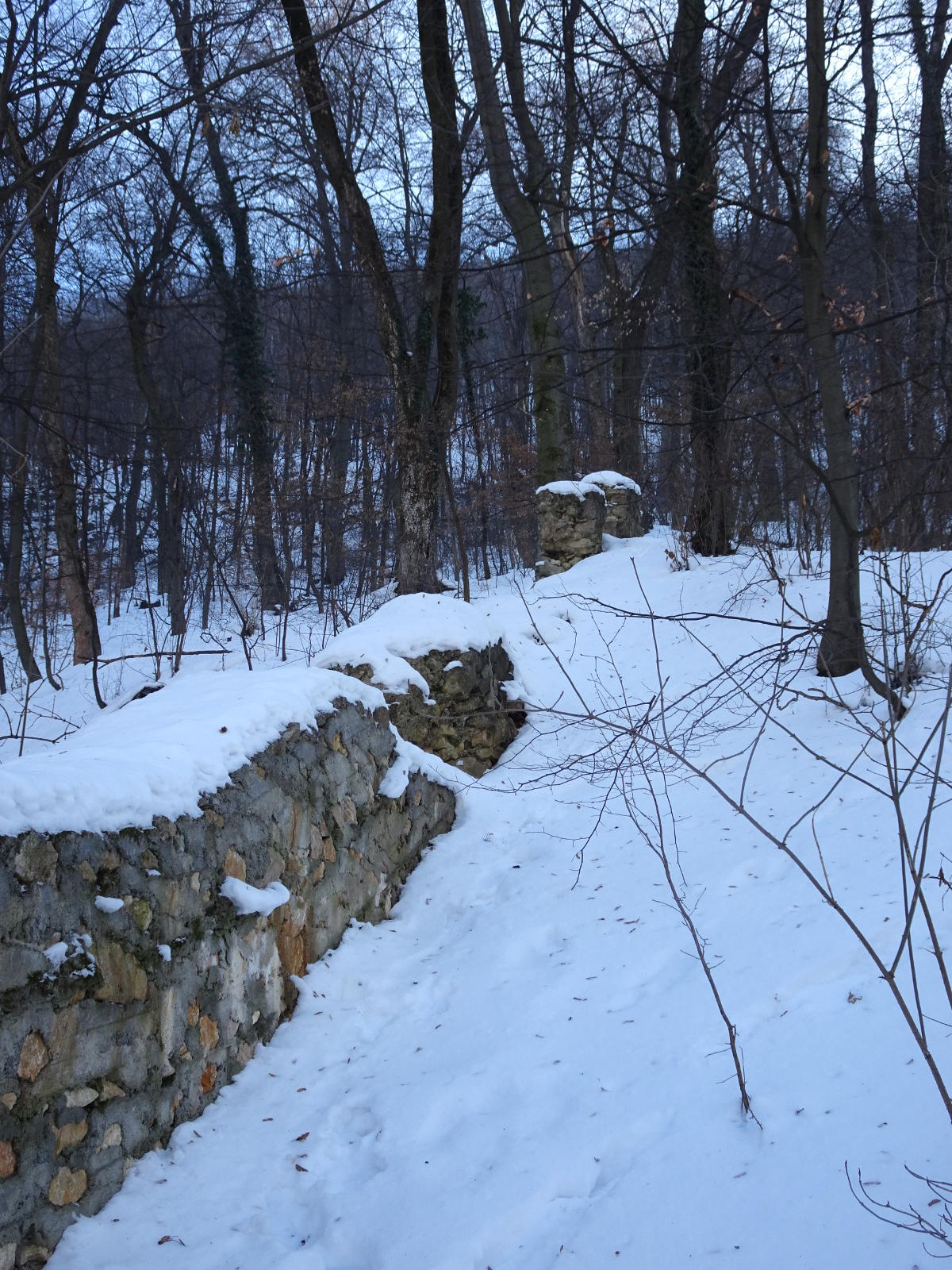
A falszakasz maradványai